# Baliceaux
Baliceaux est une île de l'archipel des Grenadines, dans la mer des Caraïbes, politiquement rattachée à Saint-Vincent-et-les-Grenadines. 
Cette île a servi comme lieu de bannissement pour plusieurs milliers de Garifunas par l'armée britannique après la défaite du chef caraïbe Joseph Chatoyer à la suite de sa révolte orchestrée à Saint-Vincent dans les années 1790. La moitié d'entre eux sont morts dans ce camp de concentration. Les autres ont été déportés sur l'île de Roatan au Honduras. Leurs descendants vivent aujourd'hui comme peuple garifuna au Honduras, au Belize, au Guatemala, au Nicaragua et aux États-Unis.

## Source
- (en) Cet article est partiellement ou en totalité issu de l’article de Wikipédia en anglais intitulé « Baliceaux » (voir la liste des auteurs).